# Florence Naugrette
Pour les articles homonymes, voir Naugrette.
Florence Naugrette est une historienne française du théâtre née le 20 octobre 1963 à Versailles.
Elle est spécialiste d'histoire du théâtre, du romantisme et de Victor Hugo.

## Biographie
Professeur de littérature française, d'histoire et de théorie du théâtre à l'Université Paris-Sorbonne depuis 2013, elle a précédemment enseigné pendant dix-huit ans à l'Université de Rouen, après avoir exercé à l’Université Paris III (Institut d’Études Théâtrales), à l'Université de Stanford, au Lycée Jean-Vilar (Plaisir) et au Lycée international de Saint-Germain-en-Laye.
Membre du Centre d'étude de la langue et des littératures françaises (CELLF) à l'Université Paris-Sorbonne, elle est aussi associée au Groupe Hugo de l'Université Paris VII, et au CÉRÉdI de l'Université de Rouen, où elle dirige l'édition électronique des Lettres de Juliette Drouet à Victor Hugo. Ce site, ouvert le 17 septembre 2012, conçu par Tony Gheeraert et administré par Hélène Hôte, publie l’intégralité de la correspondance (jusqu’alors aux 9/10e inédite) de Juliette Drouet à Victor Hugo, soit environ 22 000 lettres. Sous le contrôle d'un comité scientifique composé de Chantal Brière, Jean-Marc Hovasse, Florence Naugrette, Gérard Pouchain, Guy Rosa, Françoise Simonet-Tenant et Nicole Savy, une cinquantaine d'enseignants-chercheurs, de spécialistes, de docteurs et doctorants, d'étudiants de master et de professeurs de lettres des académies de Rouen, Paris, Versailles et Rennes annotent le texte à partir des manuscrits conservés principalement à la Bibliothèque nationale de France et à la Maison Victor Hugo de la place des Vosges.
Elle est aussi la traductrice de l'essayiste américain Robert Harrison : Forêts. Essai sur l’imaginaire occidental, Flammarion (1992), réédition collection « Champs », 1994 ; Rome la pluie, Flammarion (1994) ; Les Morts, traduit en collaboration avec Guillaume Maurice, Le Pommier (2003) ; Jardins. Réflexions sur la condition humaine, Le Pommier (2007), réédition poche (2010) ; Jeunessence. Quel âge culturel avons-nous ?, Le Pommier (2015).

## Publications

### Ouvrages
- Le Théâtre romantique. Histoire, écriture, mise en scène, Seuil, coll. « Points Essais », 2001 [rééd. 2012].
- Le Plaisir du spectateur de théâtre, Bréal, coll. « Le plaisir partagé », 2002.
- Le Théâtre de Victor Hugo, Lausanne, Ides et calendes, 2016.
- Juliette Drouet, compagne du siècle, Flammarion, 2022. Prix Chateaubriand 2023.

### Direction d’ouvrages collectifs
- Victor Hugo et la langue, actes du colloque de Cerisy (2002), textes réunis par F. Naugrette et Guy Rosa, Bréal, 2005.
- Corneille des romantiques, actes du colloque de Rouen (2004), textes réunis par Myriam Dufour-Maître et F. Naugrette, Publications des Universités de Rouen et du Havre, 2006.
- Un siècle de spectacles à Rouen, actes du colloque de Rouen (2003), textes réunis par F. Naugrette et Patrick Taïeb, site ThéNor (2008), puis site du CÉRÉdI (2009),
- Le Public de théâtre en province au XIXe siècle, actes de la journée d’études d’Arras (2007), textes réunis par Florence Naugrette et Sophie-Anne Leterrier, siteThéNor (2008), puis site du CEREdI (2009).
- Choses vues à travers Hugo. Hommage à Guy Rosa, textes réunis par Claude Millet, Florence Naugrette et Agnès Spiquel, Presses universitaires de Valenciennes, 2008.
- Le Théâtre français du XIXe siècle, sous la direction de Hélène Laplace-Claverie, Sylvain Ledda et Florence Naugrette, Anthologie de l’Avant-Scène Théâtre, 2008.
- Le Théâtre et l’exil, Cahiers Hugo, n°7 Minard, Revue des Lettres Modernes, 2009.
- Le Texte de théâtre et ses publics, actes du colloque de Rouen (2007) réunis par Ariane Ferry et Florence Naugrette, Revue d’Histoire du Théâtre, 1er trimestre 2010.
- Casimir Delavigne en son temps, actes du colloque de Rouen 2011, sous la direction de Sylvain Ledda et Florence Naugrette, Eurédit, 2012.
- Impressionnisme et littérature, actes du colloque de Rouen 2010, dans le cadre du festival Normandie impressionniste 2010, sous la direction d’Yvan Leclerc, Gérard Gengembre et F. Naugrette, PURH, 2012.
- La Poésie dans les écritures dramatiques contemporaines, sous la direction de Marianne Bouchardon et F. Naugrette, Classiques Garnier, 2015.
- Revoir la fin. Dénouements remaniés au théâtre (XVIIIe – XIXe siècles) , sous la direction de Sylviane Robardey-Eppstein et F. Naugrette, Classiques Garnier, 2016.
- Molière des romantiques , sous la direction d'Olivier Bara, Georges Forestier,F. Naugrette et Agathe Sanjuan, Hermann, 2018.
- Juliette Drouet épistolière , sous la direction de F. Naugrette et Françoise Simonet-Tenant, Eurédit, 2019.

### Éditions
- Victor Hugo, Les Misérables (extraits), Nouveaux Classiques Bordas, 1995 ; Réédition 2003, coll. « ULB ».
- Victor Hugo, Les Châtiments, « La Bibliothèque Gallimard », 1998.
- Alfred de Musset, Lorenzaccio, « GF dossier », 1999 ; rééd. augmentée 2012.
- Victor Hugo, Hernani, Maisonneuve et Larose, 2002. Préface à l’édition du fac-similé du manuscrit de 1829, en collaboration avec Anne Ubersfeld et Arnaud Laster.
- Victor Hugo, L’Intervention, « La Bibliothèque Gallimard », 2003.
- Victor Hugo, Mangeront-ils ?, en collaboration avec Jean Maurice, Le Livre de poche, 2004.
- Victor Hugo, Hernani, Garnier-Flammarion, coll. « GF dossier », 2012.
- Victor Hugo, L’Intervention, Gallimard, « Folioplus », 2012.
- Alfred de Musset, Les Caprices de Marianne, Le Livre de poche, 2012.
- Juliette Drouet, Lettres à Victor Hugo, Direction de l’édition intégrale sur le site du CÉRÉdI.
- Gertrude Tennant, Mes Souvenirs sur Hugo et Flaubert, Yvan Leclerc et F. Naugrette (éd.), postface de Jean-Marc Hovasse, éditions De Fallois, 2020.